# Aterrizaje de emergencia

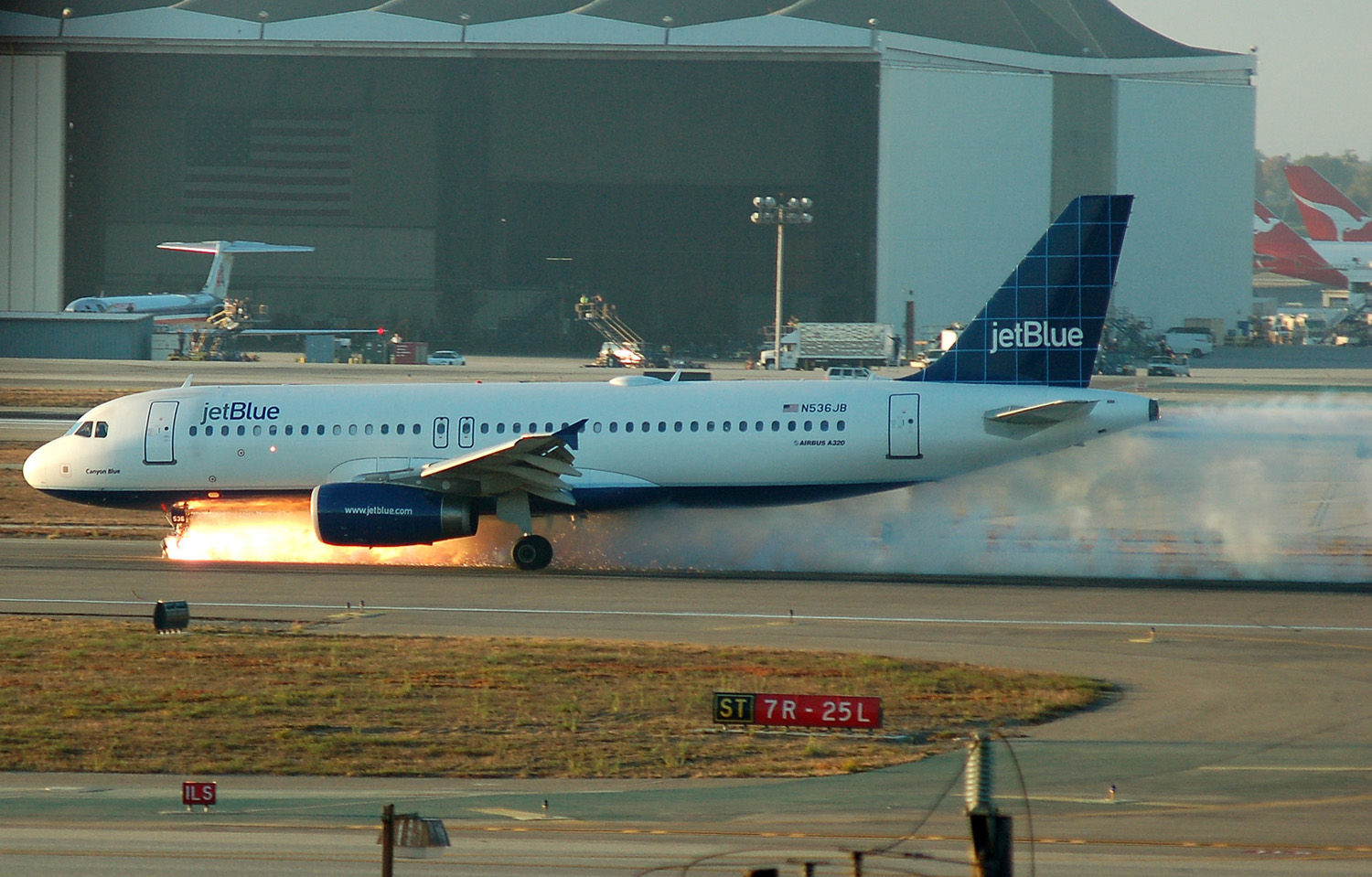
Aterrizaje de emergencia del vuelo 292 de JetBlue Airways, un Airbus A320, en el Aeropuerto Internacional de Los Ángeles.

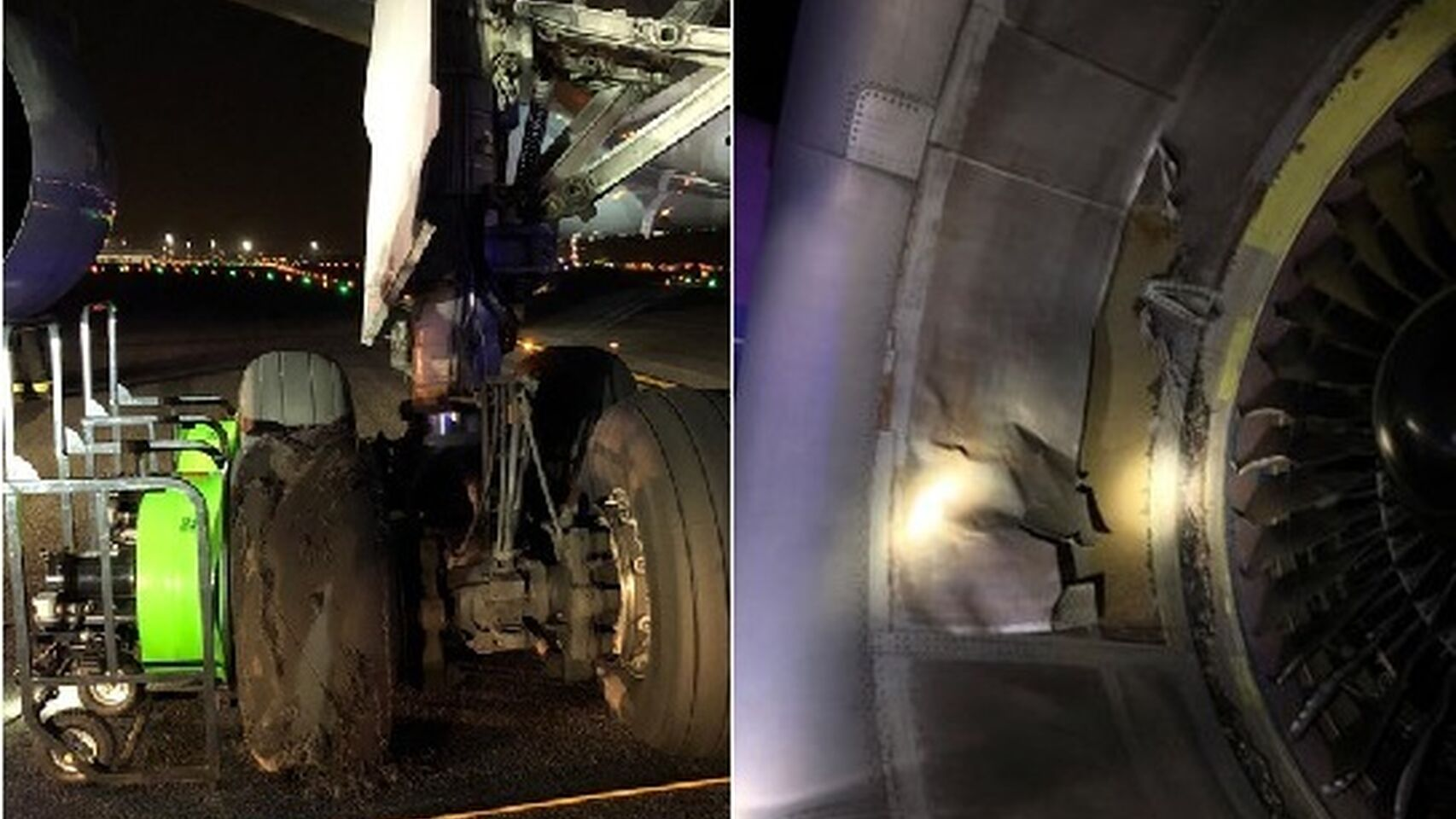
Daños en el vuelo AK837 de Air Canada.

El aterrizaje de emergencia o forzoso es aquel procedimiento de aterrizaje que debe realizarse por causas sobrevenidas durante el vuelo y que comprometen la seguridad del mismo.
Generalmente, se realiza en un aeródromo o terreno no previsto, y en ocasiones no se siguen los procedimientos normales de toma. Existen infinidad de causas que pueden conducir a la realización de un aterrizaje de emergencia, y este puede ser de innumerables tipos, tanto en pistas preparadas como en terrenos no preparados. Dependiendo del estado de la meteorología, la aeronave y la tripulación, no siempre es posible realizar un aterrizaje forzoso. En estas ocasiones es mejor opción abandonar el aparato en vuelo, si esta opción está disponible. El éxito de un aterrizaje de emergencia depende en gran medida de la pericia del piloto a la hora de tomar decisiones, del conocimiento de su aeronave y de las características de esta y del terreno en el que tomar tierra.

## Ejemplos famosos

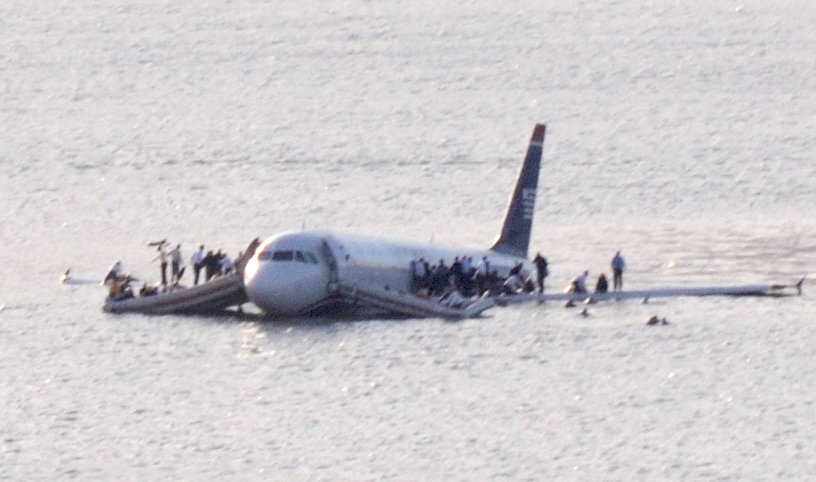
Vuelo 1549 de US Airways en el río Hudson (Nueva York, EE. UU.) el 15 de enero de 2009

Existen multitud de ejemplos de vuelos de aviones, de helicópteros, etcétera, cuyos pilotos tuvieron que terminarlos haciendo aterrizajes forzosos; algunos de ellos son:
El 24 de agosto del año 2001, el vuelo 236 de Air Transat se quedó sin combustible mientras volaba sobre el océano Atlántico debido a una fuga en el motor derecho. El avión tuvo que planear hasta el aeropuerto más cercano, desviando su rumbo que originalmente era hacia Lisboa, teniendo que realizar un aterrizaje forzoso en las Islas Azores. No hubo víctimas mortales.
El 21 de septiembre del año 2005, el Vuelo 292 de JetBlue Airways desde Burbank, California, al Aeropuerto Internacional John F. Kennedy, en Nueva York, ejecutó un aterrizaje de emergencia en el Aeropuerto Internacional de Los Ángeles, después de que las ruedas de morro se quedasen bloqueadas en una posición anormal. Nadie resultó herido.
El 15 de diciembre del año 2005, el vuelo 2600 de Conviasa, una aerolínea de bandera venezolana, tuvo que realizar un aterrizaje forzoso ya que el tren de aterrizaje derecho de la aeronave no salió por completo. La aeronave tuvo que dar varias vueltas sobre el Aeropuerto Internacional del Caribe Santiago Mariño en la Isla de Margarita, para después realizar su aterrizaje. Los tripulantes y los pasajeros salieron ilesos.
El 16 de enero de 2009 un avión acuatizó sobre el río Hudson, en Nueva York. Los 155 pasajeros salieron ilesos y los pilotos fueron condecorados por haber salvado la vida a los ocupantes. Fue un caso muy popular, ya que los acuatizajes no son muy frecuentes.
El 3 de febrero de 2020, el vuelo AC837 de Air Canada, tuvo que aterrizar de emergencia tras perder una rueda y un motor al despegar del Aeropuerto Adolfo Suárez Madrid-Barajas. Luego de estar 4 horas quemando combustible, todos los pasajeros y la tripulación salieron ilesos.